# On Frail Wings Of Vanity and Wax
On Frail Wings Of Vanity and Wax är Alesanas första fullängdsalbum och släpptes i en version 2006 av Tragic Hero Records och i en nyutgåva 2007 av Fearless Records.

## Låtlista
1. "Icarus" - 01.00
2. "Ambrosia" - 03.08
3. "Pathetic, Ordinary" - 04.00
4. "Alchemy Sounded Good At The Time" - 04.14
5. "Daggers Speak Louder Then Words" - 02.58
6. "The Last Three Letters" - 03.32
7. "Apology" - 04.15
8. "Tilting The Hourglass" - 03.48
9. "This Conversation is Over" - 03.23
10. "Congratulations, I Hate You" - 04.07
11. "The Third Temptation Of Paris" - 03.37
12. "A Siren's Soliloquy" - 04.01
13. "Nero's Decay" - 04.23
14. "Early Morning" - 03.54 (Endast nyutgåva)
15. "Apology (Akustisk)" - 03.59 (Endast nyutgåva)